# LGBT抚养
LGBT抚养是指的是LGBT族群（男同性戀、女同性戀、雙性戀和跨性別）从伴侣关系走向包括一个或多个抚养对象的家庭关系的过程。根据社会的发展和科学的进步 ，目前抚养关系产生的方式包括收养，代孕，及女性伴侣通过人工受精等。同样也包括对伴侣原有抚养对象的抚养。根据2000年美国的普查，33%的女同性恋家庭和22%的男同性恋家庭拥有至少一个小于18岁的孩子。 某些孩子不知道自己的抚养人是同志，抚养人甚至可以一直不告知抚养对象这一情况，在这一情况中不同个案有一定的区别。一般来说，LGBT家庭，特别是同志收养，是西方国家长期政治争论的焦点，一般是保守派及社会自由派两方面文化战的一部分。2008年1月，欧洲人权法庭裁决同志伴侣有权收养一个孩子。
科学研究已经肯定的证明，同性恋家长和异性恋家长有着同样的教育能力，并适合收养孩子。 研究显示，抚养者的性取向和孩子情感，社会心理的形成及行为没有相关性。美国心理学会同样指出：“在某些研究结果中，同性恋家长的能力要超过异性恋家长。”文章指出，抚养者的身体，经济及心理状况都会因为婚姻而得到改善。孩子的状况也会因为同性家长的结合被合法承认而受益。

## 产生方式
LGBT抚养情况的产生包括收养，代孕，人工受精，原有抚养关系的继承等方式。在英国允许LGBT伴侣提供家庭寄养及照顾孩子的服务。由于害怕受到歧视，面对性取向障碍，因为感情与爱， 希望拥有家庭，精神追求方面的原因， 同志同样可能通过异性恋婚姻得到孩子。一些孩子不知道自己的家长是同志。

### LGBT收养

世界同性伴侣收养法律状况
共同收养和过继合法
过继合法
未知或情况模糊

LGBT收養指的是LGBT族群(男同性戀、女同性戀、雙性戀和跨性別)收養兒童。LGBT收養目前在14個國家是合法的，同時在某些國家(例如：美國)的某些地區是合法的。但在目前很多國家及地區，LGBT收養兒童是非法的，儘管在上述地區關於LGBT收養權問題還在熱烈辯論中。而反對LGBT族群收養兒童的最重要原因是，人們質疑同性伴侶能夠承擔起足夠的家長責任。但在實際執行上，LGBT收養權也不完全是由法律來監管，所以有時立法與否並不能阻止LGBT收養的發生。
目前醫學、心理學和社會福利團體達成的共識是一些發生在同性伴侶家庭中的兒童問題同樣也是會出現在異性伴侶家庭。 但同時也有人指責這個研究超出了心理學的研究範疇， 基於支持者的證據充分，佛羅里達州第三上訴法院在2010年裁決本州禁止LGBT家庭收養兒童的法律違憲。

### 人工受精

2008年西班牙各地同性婚姻结婚率
0,127 - 0,060
0,060 - 0,040
0,040 - 0,020
0,020 - 0,013

西班牙同性婚姻变化
| 时间（年）   | 男同性恋婚姻 | 女同性恋婚姻 | 同性间婚姻 | 全部婚姻 | 同性婚姻比率（%） |
| ------------ | ------------ | ------------ | ---------- | -------- | ----------------- |
| 2005 (从7月) | 923          | 352          | 1.275      | 120.728  | 1,06              |
| 2006         | 3.190        | 1.384        | 4.574      | 211.818  | 2,16              |
| 2007         | 2.180        | 1.070        | 3.250      | 203.697  | 1,60              |
| 2008         | 2.299        | 1.250        | 3.549      | 196.613  | 1,81              |
| 2009         | 2.212        | 1.200        | 3.412      | 175.952  | 1,94              |
| 2010         | 2.216        | 1.367        | 3.583      | 170.815  | 2,10              |
| 2011         | 2.293        | 1.587        | 3.880      | 163.085  | 2,38              |